# 24 décembre 1966
Le samedi 24 décembre 1966 est le 358e jour de l'année 1966.

## Naissances
- Jörg Behrend , gymnaste artistique allemand
- François Papineau, acteur québécois
- Jim Avignon, artiste pop allemand
- Diedrich Bader, acteur américain

## Décès
- Raoul Aubaud (né le 3 novembre 1881), homme politique français
- Gaspar Cassadó (né le 30 septembre 1897), violoncelliste espagnol
- Henri Spriet (né le 5 décembre 1876), homme politique français

## Autres événements
- Début de la diffusion française de la série Allô Police
- Alunissage de la sonde soviétique Luna 13
- Création du groupe d'artiste : BMPT
- Félix Job est ordonné prêtre
- Baraka devient chef-lieu du district du Sud-Kivu